# Nord-Fron
Nord-Fron là một đô thị ở hạt Oppland, Na Uy. Nó là một phần của khu vực truyền thống của Gudbrandsdal. Trung tâm hành chính của đô thị này là làng Vinstra. Đô thị cũ của Fron được chia thành Nord-Fron và Sør-Fron vào năm 1851. Năm 1966, hai đô thị này đã được sáp nhập lại với nhau một lần nữa, nhưng đó chỉ kéo dài cho đến năm 1977 khi hai đô thị lại chia đôi thêm một lần nữa.